# ماركو فورتيس
ماركو فورتيس (بالبرتغالية: Marco Fortes‏) هو منافس ألعاب قوى برتغالي، ولد في 26 سبتمبر 1982 في لشبونة في البرتغال.

## وصلات خارجية
- ماركو فورتيس على موقع الاتحاد الدولي لألعاب القوى (الإنجليزية)
- ماركو فورتيس على موقع الاتحاد الأوروبي لألعاب القوى (الإنجليزية)
- ماركو فورتيس على موقع الدوري الماسي (الإنجليزية)
- ماركو فورتيس على موقع اللجنة الأولمبية الدولية (الإنجليزية)
- ماركو فورتيس على موقع أوليمبيديا (الإنجليزية)